# Ken Kutaragi
Ken Kutaragi (久夛良木 健, Kutaragi Ken) est un ingénieur et homme d'affaires japonais né le 2 août 1950 à Tokyo . Entré chez Sony en 1975, il est considéré comme le père de la PlayStation et des versions suivantes. Il fut le PDG de Sony Computer Entertainment entre 1997 et 2007.
En 2014, il reçoit un Game Developers Choice Award pour l'ensemble de sa carrière.

## Biographie
C'est vers la fin des années 1980, alors qu'il regardait sa fille jouer à la Famicom de Nintendo, que Ken Kutaragi réalisa le potentiel du jeu vidéo. Mais à cette époque, les cadres de Sony ne portaient aucun intérêt particulier aux jeux vidéo, qui n'étaient sans doute pas suffisamment rentables. Ainsi quand Nintendo exprima le besoin d'un nouveau gestionnaire sonore pour sa future console 16 bits, Kutaragi accepta immédiatement le « défi ». Travaillant dans le secret, il conçoit alors le SPC700, qui est alors pour son époque un véritable bijou de technologie qui permit à la Super Famicom de surpasser la Mega Drive de Sega en matière de son[Selon qui ?]. Mais quand ils l'ont découvert, les cadres de Sony furent furieux. C'est avec l'aide du président de Sony, Norio Ohga, que Kutaragi put finir son projet et garder son travail.
Mais l'histoire entre la Super Famicom et Ken Kutaragi ne s'arrête pas là. Car Nintendo souhaitait ajouter à sa Super Famicom un support CD, et se tourna alors vers Sony, qui, avec Philips, était l'inventeur de ce support. Kutaragi arriva à persuader Sony de participer à ce projet de CD avec Nintendo. En dépit d'être considéré comme un jeu risqué par d'autres cadres de Sony, Kutaragi eut de nouveau l'appui du président Norio Ohga. Avec les informations récoltées sur la Famicom et la Super Famicom chez Nintendo, Kutaragi décida de faire une console 32 bits avec comme support le CD-ROM. C'est ainsi que Sony entra dans le marché du jeu vidéo avec sa PlayStation.
Il devient le 15 avril 1997, PDG de Sony Computer Entertainment,.
Il met fin à ses fonctions de PDG le 19 juin 2007. Toutefois il reste membre du conseil d'administration de SCEI à titre honorifique. Il est remplacé par Kaz Hirai au poste de PDG.
En parallèle, il ouvre le studio Cellius, filiale à 51 % de Namco Bandai et 49 % de Sony, dont les activités sont centrées autour du processeur Cell pour le développement de jeux PS3.
En 2022, il devient doyen de la faculté d'informatique nouvellement créée à l’Université Kindai.